# Groß Pankow (Siggelkow)
Groß Pankow è una frazione del comune tedesco di Siggelkow, nel Meclemburgo-Pomerania Anteriore.

### Esplicative
1. ↑  Letteralmente: «Pankow grande», in contrapposizione alla vicina Klein Pankow – «Pankow piccola».

### Bibliografiche
1. ↑  (DE)  Gemeindedaten
2. ↑  (DE) Hauptsatzung der Gemeinde Siggelkow, § 2. (PDF), su daten.verwaltungsportal.de.